# Socket 603
Socket 603 — разъем некоторых процессоров Intel Xeon с ядрами Foster (180 нм), Prestonia и Gallatin (130 нм). Материнские платы с Socket 603 вышли на рынок в 2001 году. Имел более высокую плотность расположения контактов по сравнению с другими разъемами процессоров того времени.
Начиная с 2002 года, разъем выпускался параллельно с Socket 604, который отличался от Socket 603 большей скоростью FSB. Из-за одного дополнительного (но неиспользуемого) контакта у Socket 604 процессоры для Socket 603 можно вставлять в разъем Socket 604, но не наоборот.
Процессоры, использующие исполнение Socket 603 реализуют набор команд IA-32 (x86). Команды x86-64 ими не поддерживаются.